# Fähre in den Tod
Fähre in den Tod ist ein deutscher Fernsehfilm aus dem Jahre 1996, der die Ermittlungen nach einem Schiffsuntergang beleuchtet. Als Vorbild des Films dient das Estonia-Unglück, welches sich zwei Jahre zuvor ereignete. Er wurde im Auftrag des Senders Sat.1 produziert und dort ausgestrahlt.

## Handlung
Während der eiligen Beladung einer verspäteten Autofähre mit dem Namen Castor, die zwischen den (fiktiven) Orten Storesund und Glückshaven verkehrt, fällt den Lastkraftwagenfahrern Jonny Schmid und Bernd Molkenhauer auf, dass die LKW nicht festgemacht werden, wie es auf Fähren eigentlich vorgeschrieben wäre. Der Kapitän Eriksen bekommt zudem eine Unwetterwarnung. Er will den Sturm umfahren, während sein Stellvertreter Clas van Damme aber den direkten Kurs vorschlägt. Nun ereilt Eriksen ein Herzinfarkt, van Damme übernimmt und das Unheil nimmt seinen Lauf.

Am nächsten Tag kommt die Hiobsbotschaft: Die Fähre ist gesunken. Nun beginnt die langwierige Suche nach der Ursache.

## Hintergrund
Der Film orientiert sich am Estonia-Unglück vom 28. September 1994, zeigt aber nicht die eigentliche Katastrophe, sondern richtet den Fokus auf die nachfolgenden Untersuchungen und Verantwortlichkeiten.
Die Erstausstrahlung bei Sat.1 war am 10. März 1996.
Es war der letzte Film des Schauspielers Hellmut Lange. Hellmut Lange wurde Ende der sechziger Jahre  u. a. als Lederstrumpf berühmt.

## Rezeption
„Regisseur Heiner Carow inszenierte ein bewegendes psychologisches Drama, das nicht die Bilder der Katastrophe in den Vordergrund stellt, sondern vielmehr den Betroffenen in den Stunden und Tagen nach dem Unglück folgt.“

„Mitreißendes deutsches Unglücksdrama“

Das Lexikon des internationalen Films sah ein „bewegendes psychologisches Drama.“